# Tunel Panenská
Tunel Panenská je český dálniční tunel s délkou 2,1 km. Nachází se téměř na konci dálnice D8 na posledním úseku z Trmic na státní hranice s Německem. Dálnice tunelem překonává Krušné hory v místech, kde dříve vedla jen silnice II/248 přes Nakléřovský průsmyk. Stavba tunelu byla zahájena v září 2003, do provozu byl uveden v prosinci 2006. Jedná se o nejdelší dálniční tunel v Česku.
Tunel je obousměrný se dvěma oddělenými tubusy, které jsou propojeny desíti bezpečnostními chodbami vždy po cca 200 metrech. Prostřední chodba umožňuje průjezd hasičskému autu a další dvě osobním automobilům a sanitám. Tunel je řízen počítačem a je samostatně inteligentní. Po celé délce tunelu se nachází kabel, který snímá teplotu na jednotlivých místech. Pokud se teplota v tunelu zvýší, odešle zprávu na velín, který se nachází v Řehlovicích. Spustí se poplach a pracovník případně zavolá hasiče přímým spojením s hasičskou stanicí v Petrovicích. Při tom se tunel automaticky začne zbavovat dýmu a značením bude tlačit auta ven z tunelu. Celý tunel se čistí jednou za dva měsíce z důvodu čištění čoček kamer, které jsou umístěny po celém tunelu. Cena stavby byla 4,2 mld. Kč včetně osmisetmetrového úseku dálnice s opěrnými zdmi a mimoúrovňovou křižovatkou u Petrovic. Na jihu na tunel navazuje most Panenská (délka 264 m), na severu pokračuje dálnice po náspu ke křižovatce Petrovice a dále ke státní hranici.